# Cerkiew św. Włodzimierza w Użpolu
Cerkiew św. Włodzimierza – nieistniejąca cerkiew prawosławna w Użpolu. 
Cerkiew została umiejscowiona w obiekcie będącym własnością władz lokalnych na potrzeby prawosławnych mieszkańców (głównie Rosjan) wsi Możejkiszki, oddalonej od Użpola od 2,5 kilometra. W celu nadania obiektowi wyglądu tradycyjnej cerkwi dobudowano do niego dzwonnicę ponad przedsionkiem. Ze względu na wzrost liczby Rosjan żyjących w dzisiejszym okręgu uciańskim wileński generał-gubernator podjął decyzję o budowie nowej cerkwi w Użpolach. 
Nabożeństwa w cerkwi św. Włodzimierza przestały być odprawiane po tym, kiedy znajdujący się na wilgotnym gruncie budynek został podtopiony wiosną 1870 i uległ zniszczeniom na tyle poważnym, że odprawianie w nim nabożeństw stało się niemożliwe. Wówczas władze rosyjskie wyznaczyły 11 tys. rubli dofinansowania na budowę nowej świątyni w Użpolu i zrezygnowały z remontu pierwszej cerkwi. 